# Liouc
Liouc est une commune française située dans le centre du département du Gard en région Occitanie.
Exposée à un climat méditerranéen, elle est drainée par le Vidourle et par divers autres petits cours d'eau. La commune possède un patrimoine naturel remarquable composé de deux zones naturelles d'intérêt écologique, faunistique et floristique.
Liouc est une commune rurale qui compte 330 habitants en 2022, après avoir connu une forte hausse de la population depuis 1968. Elle est dans l'unité urbaine de Quissac et fait partie de l'aire d'attraction de Montpellier. Ses habitants sont appelés les Lioucois ou  Lioucoises.

## Géographie
| Sauve    | Quissac             |                          |
|          | Liouc               | Orthoux-Sérignac-Quilhan |
| Corconne | Brouzet-lès-Quissac |                          |

### Climat
Pour des articles plus généraux, voir Climat de l'Occitanie et Climat du Gard.
En 2010, le climat de la commune est de type climat méditerranéen franc, selon une étude s'appuyant sur une série de données couvrant la période 1971-2000. En 2020, Météo-France publie une typologie des climats de la France métropolitaine dans laquelle la commune est exposée à un climat méditerranéen et est dans la région climatique Provence, Languedoc-Roussillon, caractérisée par une pluviométrie faible en été, un très bon ensoleillement (2 600 h/an), un été chaud (21,5 °C), un air très sec en été, sec en toutes saisons, des vents forts (fréquence de 40 à 50 % de vents > 5 m/s) et peu de brouillards.
Pour la période 1971-2000, la température annuelle moyenne est de 13,8 °C, avec une amplitude thermique annuelle de 17,3 °C. Le cumul annuel moyen de précipitations est de 971 mm, avec 6,5 jours de précipitations en janvier et 3 jours en juillet. Pour la période 1991-2020, la température moyenne annuelle observée sur la station météorologique la plus proche, située sur la commune de Vic-le-Fesq à 7 km à vol d'oiseau, est de 14,2 °C et le cumul annuel moyen de précipitations est de 844,7 mm,. Pour l'avenir, les paramètres climatiques de la commune estimés pour 2050 selon différents scénarios d'émission de gaz à effet de serre sont consultables sur un site dédié publié par Météo-France en novembre 2022.

### Milieux naturels et biodiversité

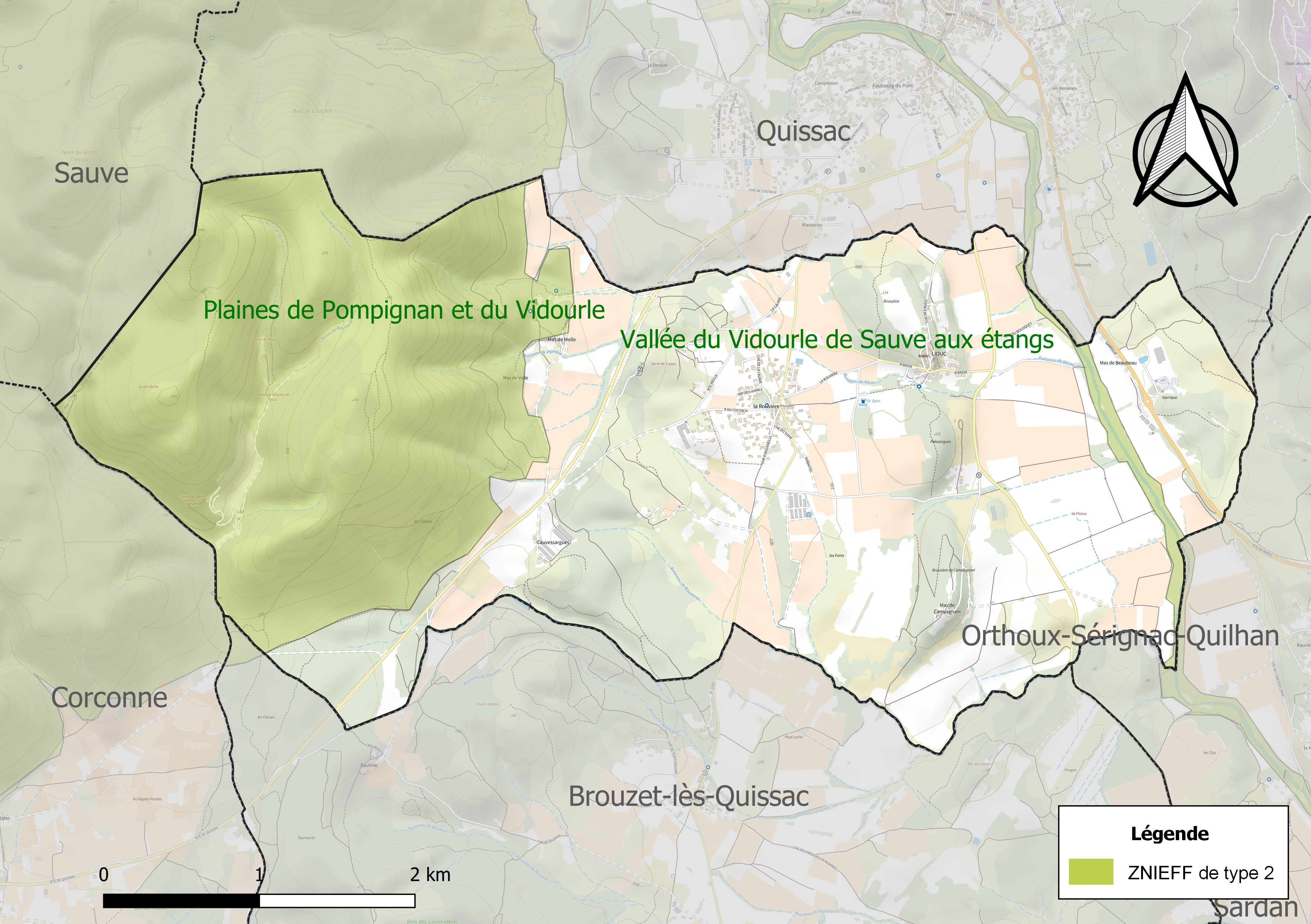
Carte des ZNIEFF de type 2 localisées sur la commune.

L’inventaire des zones naturelles d'intérêt écologique, faunistique et floristique (ZNIEFF) a pour objectif de réaliser une couverture des zones les plus intéressantes sur le plan écologique, essentiellement dans la perspective d’améliorer la connaissance du patrimoine naturel national et de fournir aux différents décideurs un outil d’aide à la prise en compte de l’environnement dans l’aménagement du territoire.
Deux ZNIEFF de type 2 sont recensées sur la commune :
- les « plaines de Pompignan et du Vidourle » (12 043 ha), couvrant 12 communes dont 9 dans le Gard et 3 dans l'Hérault[8] ;
- la « vallée du Vidourle de Sauve aux étangs » (691 ha), couvrant 21 communes dont 16 dans le Gard et 5 dans l'Hérault[9].

## Urbanisme

### Typologie
Au 1er janvier 2024, Liouc est catégorisée commune rurale à habitat dispersé, selon la nouvelle grille communale de densité à sept niveaux définie par l'Insee en 2022.
Elle appartient à l'unité urbaine de Quissac, une agglomération intra-départementale regroupant deux  communes, dont elle est une commune de la banlieue,,. Par ailleurs la commune fait partie de l'aire d'attraction de Montpellier, dont elle est une commune de la couronne,. Cette aire, qui regroupe 161 communes, est catégorisée dans les aires de 700 000 habitants ou plus (hors Paris),.

### Occupation des sols
L'occupation des sols de la commune, telle qu'elle ressort de la base de données européenne d’occupation biophysique des sols Corine Land Cover (CLC), est marquée par l'importance des forêts et milieux semi-naturels (54,1 % en 2018), une proportion sensiblement équivalente à celle de 1990 (54,7 %). La répartition détaillée en 2018 est la suivante : 
milieux à végétation arbustive et/ou herbacée (42,3 %), cultures permanentes (29,5 %), forêts (11,8 %), prairies (9,9 %), zones agricoles hétérogènes (6,5 %). L'évolution de l’occupation des sols de la commune et de ses infrastructures peut être observée sur les différentes représentations cartographiques du territoire : la carte de Cassini (XVIIIe siècle), la carte d'état-major (1820-1866) et les cartes ou photos aériennes de l'IGN pour la période actuelle (1950 à aujourd'hui).

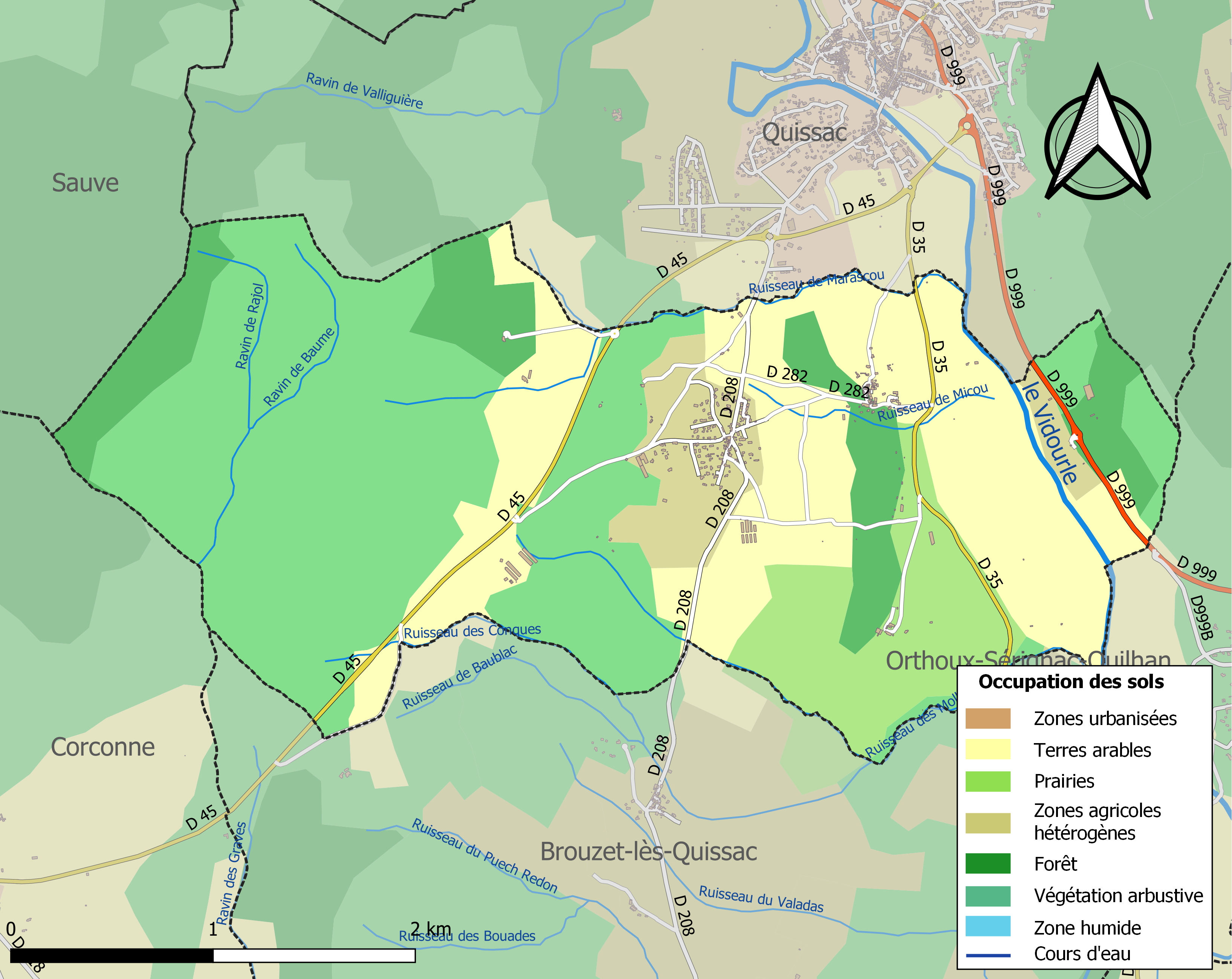
Carte des infrastructures et de l'occupation des sols de la commune en 2018 (CLC).

### Risques majeurs
Le territoire de la commune de Liouc est vulnérable à différents aléas naturels : météorologiques (tempête, orage, neige, grand froid, canicule ou sécheresse), inondations, feux de forêts et séisme (sismicité faible). Un site publié par le BRGM permet d'évaluer simplement et rapidement les risques d'un bien localisé soit par son adresse soit par le numéro de sa parcelle.
Certaines parties du territoire communal sont susceptibles d’être affectées par le risque d’inondation par débordement de cours d'eau et par une crue torrentielle ou à montée rapide de cours d'eau, notamment le Vidourle. La commune a été reconnue en état de catastrophe naturelle au titre des dommages causés par les inondations et coulées de boue survenues en 1982, 1992, 1993, 1994, 1995, 2001, 2002 et 2021,.

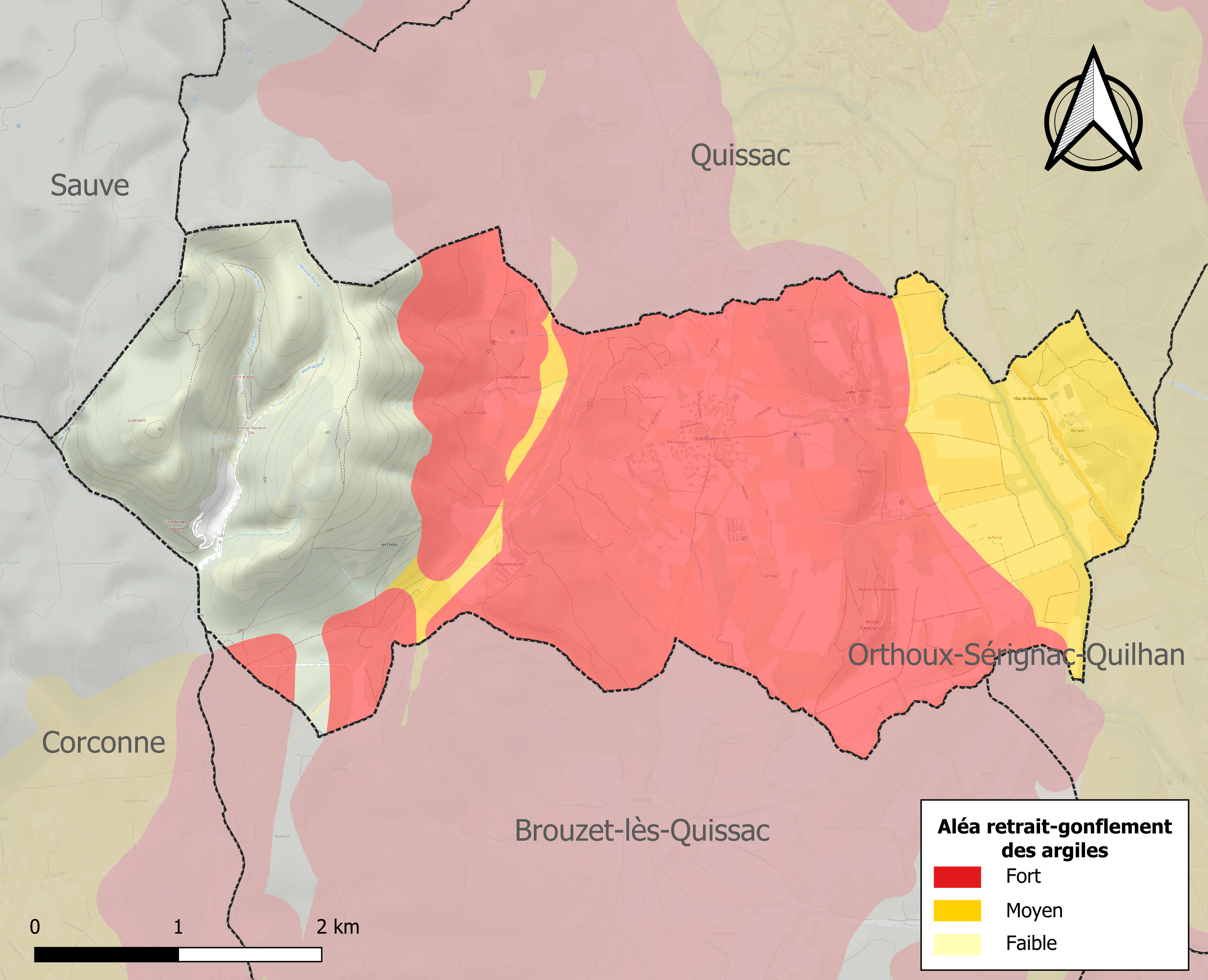
Carte des zones d'aléa retrait-gonflement des sols argileux de Liouc.

Le retrait-gonflement des sols argileux est susceptible d'engendrer des dommages importants aux bâtiments en cas d’alternance de périodes de sécheresse et de pluie. 71,7 % de la superficie communale est en aléa moyen ou fort (67,5 % au niveau départemental et 48,5 % au niveau national). Sur les 141 bâtiments dénombrés sur la commune en 2019, 141 sont en aléa moyen ou fort, soit 100 %, à comparer aux 90 % au niveau départemental et 54 % au niveau national. Une cartographie de l'exposition du territoire national au retrait gonflement des sols argileux est disponible sur le site du BRGM,.
Par ailleurs, afin de mieux appréhender le risque d’affaissement de terrain, l'inventaire national des cavités souterraines permet de localiser celles situées sur la commune.

## Toponymie
Provençal Lieuc, du roman Lhieuc, du bas latin Leucum, Lheucum.

## Histoire

### Moyen Âge
Le village est mentionné en 1108 Leucensis villa, puis en 1156 Ecclesia de Leuco dans le cartulaire du chapitre cathédral de Notre-Dame de Nîmes. Il semble que son église soit la chapelle du château féodal qui au Moyen Âge occupe le site du village actuel et dont il reste encore quelques vestiges, ce qui date sa construction au XIe siècle ou XIIe siècle[réf. nécessaire]. Le dénombrement de la sénéchaussée de 1384 mentionne le nom de Lheucum. Liouc faisait partie de la viguerie de Sommière et du diocèse de Nîmes, archiprêtré de Quissac.

## Politique et administration

### Liste des maires
| Période                                  | Période  | Identité         | Étiquette | Qualité                                     |
| ---------------------------------------- | -------- | ---------------- | --------- | ------------------------------------------- |
| mars 2014                                | mai 2020 | Daniel ANGUIVIEL |           |                                             |
| MaI 2020                                 | en cours | Guy JAHANT       |           | Conseiller communautaire du Piémont Cévenol |
| Les données manquantes sont à compléter. |          |                  |           |                                             |

## Population et société

### Démographie
L'évolution du nombre d'habitants est connue à travers les recensements de la population effectués dans la commune depuis 1793. Pour les communes de moins de 10 000 habitants, une enquête de recensement portant sur toute la population est réalisée tous les cinq ans, les populations de référence des années intermédiaires étant quant à elles estimées par interpolation ou extrapolation. Pour la commune, le premier recensement exhaustif entrant dans le cadre du nouveau dispositif a été réalisé en 2004.

En 2022, la commune comptait 330 habitants, en évolution de +26,92 % par rapport à 2016 (Gard : +2,97 %, France hors Mayotte : +2,11 %).
| 1793 | 1800 | 1806 | 1821 | 1831 | 1836 | 1841 | 1846 | 1851 |
| ---- | ---- | ---- | ---- | ---- | ---- | ---- | ---- | ---- |
| 110  | 109  | 112  | 116  | 109  | 107  | 113  | 113  | 144  |

| 1856 | 1861 | 1876 | 1881 | 1886 | 1891 | 1896 | 1901 | 1906 |
| ---- | ---- | ---- | ---- | ---- | ---- | ---- | ---- | ---- |
| 106  | 92   | 115  | 92   | 76   | 78   | 82   | 72   | 92   |

| 1911 | 1921 | 1926 | 1931 | 1936 | 1946 | 1954 | 1962 | 1968 |
| ---- | ---- | ---- | ---- | ---- | ---- | ---- | ---- | ---- |
| 100  | 86   | 77   | 84   | 74   | 67   | 61   | 62   | 51   |

| 1975 | 1982 | 1990 | 1999 | 2004 | 2006 | 2009 | 2014 | 2019 |
| ---- | ---- | ---- | ---- | ---- | ---- | ---- | ---- | ---- |
| 56   | 87   | 95   | 121  | 179  | 159  | 232  | 252  | 323  |

| 2022 | - | - | - | - | - | - | - | - |
| ---- | - | - | - | - | - | - | - | - |
| 330  | - | - | - | - | - | - | - | - |

## Économie

### Revenus
En 2018  (données Insee publiées en septembre 2021), la commune compte 133 ménages fiscaux, regroupant 329 personnes. La médiane du revenu disponible par unité de consommation est de 21 170 € (20 020 € dans le département).

### Emploi
|                | 2008   | 2013  | 2018   |
| -------------- | ------ | ----- | ------ |
| Commune        | 12,7 % | 9,5 % | 10,2 % |
| Département    | 10,6 % | 12 %  | 12 %   |
| France entière | 8,3 %  | 10 %  | 10 %   |

En 2018, la population âgée de 15 à 64 ans s'élève à 183 personnes, parmi lesquelles on compte 84,2 % d'actifs (74 % ayant un emploi et 10,2 % de chômeurs) et 15,8 % d'inactifs,. En  2018, le taux de chômage communal (au sens du recensement) des 15-64 ans est inférieur à celui du département, mais supérieur à celui de la France, alors qu'en 2008 il était supérieur à celui du département.
La commune fait partie de la couronne de l'aire d'attraction de Montpellier, du fait qu'au moins 15 % des actifs travaillent dans le pôle,. Elle compte 56 emplois en 2018, contre 32 en 2013 et 28 en 2008. Le nombre d'actifs ayant un emploi résidant dans la commune est de 140, soit un indicateur de concentration d'emploi de 39,9 % et un taux d'activité parmi les 15 ans ou plus de 65,8 %.
Sur ces 140 actifs de 15 ans ou plus ayant un emploi, 21 travaillent dans la commune, soit 15 % des habitants. Pour se rendre au travail, 94,7 % des habitants utilisent un véhicule personnel ou de fonction à quatre roues, 0,7 % les transports en commun, 2 % s'y rendent en deux-roues, à vélo ou à pied et 2,7 % n'ont pas besoin de transport (travail au domicile).

### Activités hors agriculture
31 établissements sont implantés  à Liouc au 31 décembre 2019. Le tableau ci-dessous en détaille le nombre par secteur d'activité et compare les ratios avec ceux du département,.
| Secteur d'activité                                                                                        | Commune | Commune | Département |
| Secteur d'activité                                                                                        | Nombre  | %       | %           |
| --- | ------- | ------- | ----------- |
| Ensemble                                                                                                  | 31      |         |             |
| Industrie manufacturière, industries extractives et autres                                                | 3       | 9,7 %   | (7,9 %)     |
| Construction                                                                                              | 10      | 32,3 %  | (15,5 %)    |
| Commerce de gros et de détail, transports, hébergement et restauration                                    | 8       | 25,8 %  | (30 %)      |
| Information et communication                                                                              | 3       | 9,7 %   | (2,2 %)     |
| Activités immobilières                                                                                    | 1       | 3,2 %   | (4,1 %)     |
| Activités spécialisées, scientifiques et techniques et activités de services administratifs et de soutien | 2       | 6,5 %   | (14,9 %)    |
| Administration publique, enseignement, santé humaine et action sociale                                    | 2       | 6,5 %   | (13,5 %)    |
| Autres activités de services                                                                              | 2       | 6,5 %   | (8,8 %)     |

Le secteur de la construction est prépondérant sur la commune puisqu'il représente 32,3 % du nombre total d'établissements de la commune (10 sur les 31 entreprises implantées  à Liouc), contre 15,5 % au niveau départemental.

### Agriculture
|               | 1988 | 2000 | 2010 | 2020 |
| ------------- | ---- | ---- | ---- | ---- |
| Exploitations | 14   | 9    | 7    | 8    |
| SAU (ha)      | 267  | 210  | 192  | 362  |

La commune est dans les Garrigues, une petite région agricole occupant le centre du département du Gard. En 2020, l'orientation technico-économique de l'agriculture  sur la commune est la viticulture. Huit exploitations agricoles ayant leur siège dans la commune sont dénombrées lors du recensement agricole de 2020 (14 en 1988). La superficie agricole utilisée est de 362 ha,,.

## Culture locale et patrimoine

### Édifices civils
- Ancien château protestant : c'est à partir de ce second château, construit au XVIe siècle, que s’est développé le village actuel. La propriété du château passe au cours du XVIIIe siècle à l’hôpital d’Alès, puis il est vendu à la Révolution comme bien national. Les bâtiments sont morcelés entre différents propriétaire privés. Une partie est rachetée au XIXe siècle par la commune pour y installer la mairie.
- Anciens remparts.
- Vestiges du château féodal du Xe siècle.
- Ancienne voie romaine Alès - Castelnau-le-Lez.
- Calade et fontaine : la source et le ruisseau du Micou, dont l'aménagement remonte au moins au début du XIXe siècle, irriguaient, via des canaux et des bassins de rétention, les jardins situés en contrebas du village[25],[26].
- Canal : à partir de 1855, les propriétaires riverains du Vidourle (communes de Quissac, Liouc, Orthoux) constituent le Syndicat des Arrosants du canal du Vidourle. Le canal est achevé en 1858 et fonctionnera jusqu’aux années 1950[27].

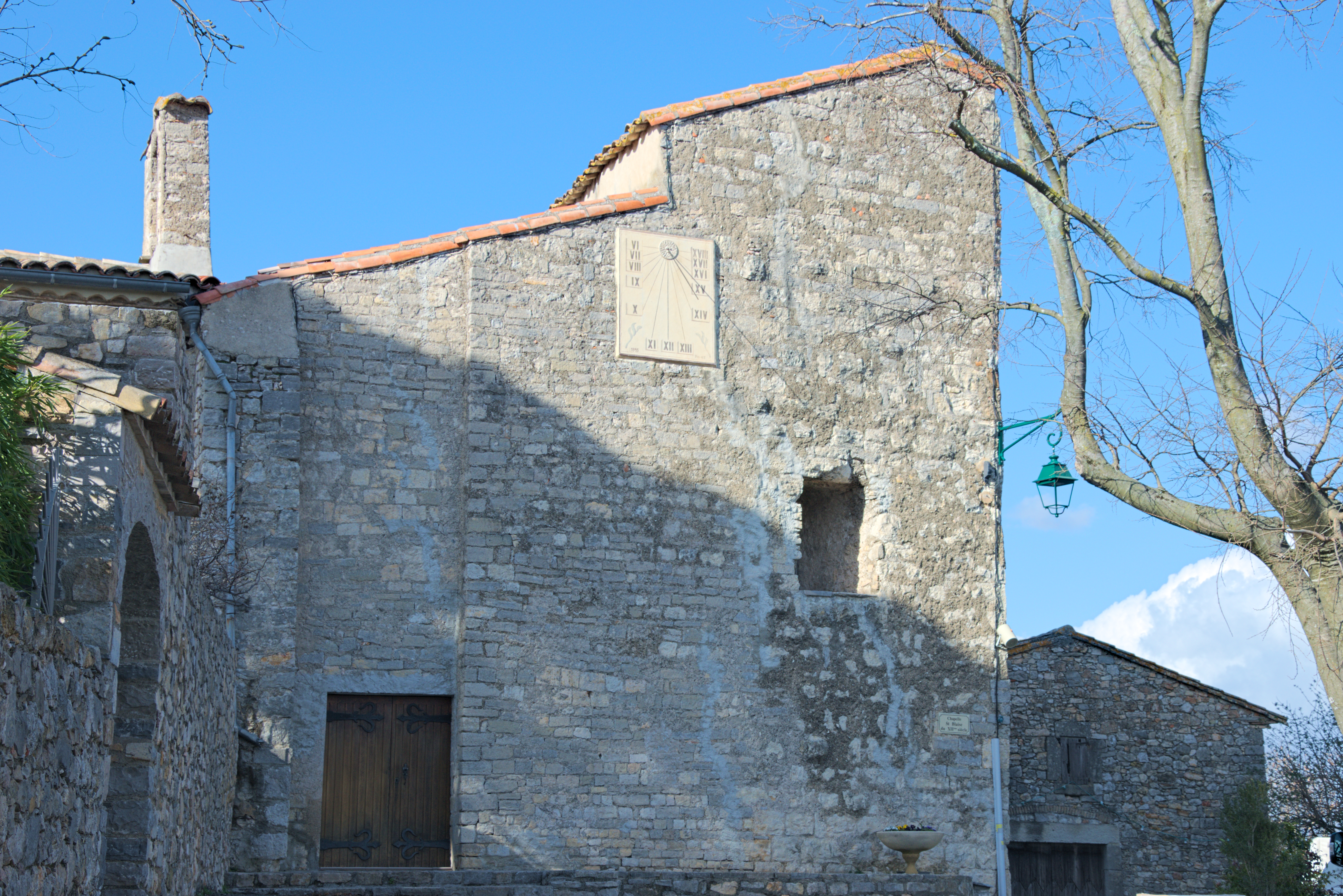
Chapelle Saint-Blaise de Liouc

- Capitelle.

### Édifices religieux
- Chapelle Saint-Blaise de Liouc.

## Héraldique
| Blason de Liouc | Blason  | D’azur au lion d’or accosté de deux rochers isolés du même. |
| Blason de Liouc | Détails | Le statut officiel du blason reste à déterminer.            |